# Christian Leduc
Christian Leduc (* 9. November 1943 in Louey; † 22. Dezember 2019 in Québec (Stadt)) war ein französischer Radrennfahrer.

## Sportliche Laufbahn
Leduc war Straßenradsportler und auch im Bahnradsport aktiv. Als Amateur wurde er 1964 französischer Militärmeister im Sprint. In der Internationalen Friedensfahrt 1966 schied er aus.
1965 und 1966 startete er als Unabhängiger. 1967 wurde er als Domestik für Jacques Anquetil Berufsfahrer im Radsportteam BiC und blieb bis 1968 als Radprofi aktiv. Danach fuhr er wieder als Amateur. Im Grand Prix cycliste d’Espéraza wurde er 1966 hinter Robert Cazala Zweiter, bei Paris–Camembert 1967 kam er auf den dritten Platz. In der Vuelta a España 1967 schied er aus.